# Оджалеши (вино)
«Оджалеши» (груз. ოჯალეში) — природно-полусладкое вино, вырабатываемое в Грузии из винограда одноименного сорта.

## История
Вино вырабатывается из винограда сорта оджалеши, который выращивается на горных склонах в долине реки Цхенисцкали, в том числе в Орбели (село в Цагерском районе) и в Мегрелии (Западная Грузия). По преданию, вино оджалеши начало производиться по инициативе Ашиля Мюрата, внука Иоахима Мюрата. Ашиль Мюрат был женат на княжне Дадиани и бывал в родовом поместье в Зугдиди. Однако, вино, выпускавшееся Мюратом и называвшееся «Оджалеши», было сухим.

## Технология
Начало выработке природно-полусладкого вина «Оджалеши» было положено в 1942 году.
Производится «Оджалеши» по рача-лечхумской технологии, приспособленной к более прохладному климату. Природно-полусладкое вино создается с прерыванием брожения не путём добавления спирта, а охлаждением. Таким образом виноград, имеющий высокую сахаристость, сбраживается не полностью, и в вине остаётся природный сахар. Вино пастеризуют, а затем разливают в бутылки. Подобную технологию, являющуюся разновидностью имеретинской, применяют при выработке вин «Пиросмани», «Твиши», «Хванчкара». С 1958 года таким же образом производится вина Ахашени в Кахетии.

## Характеристика и гастрономическое сопровождение
Вино «Оджалеши» имеет тёмно-гранатовый цвет с фиолетовым оттенком. В аромате силен свежий сортовой тон с малиново-барбарисовыми оттенками. Вкус вина свежий, стройный, утонченный, послевкусие долго сохраняющееся.
Крепость вина — 10—12°. Сахаристость составляет 3—5 %, кислотность — 5—6 г/л.
Рекомендуется подавать к десертам и фруктам. Перед употреблением вино охлаждается.